# Hopkinton (Nowy Jork)
Hopkinton – town w Stanach Zjednoczonych, w stanie Nowy Jork, w hrabstwie St. Lawrence.
Powierzchnia town wynosi 187,04 mi² (około 484,5 km²). W 2010 roku jego populacja wynosiła 1077 osób, a liczba gospodarstw domowych: 854. W 2000 roku zamieszkiwało je 1020 osób, a w 1990 mieszkańców było 957.